# Moa Martinson

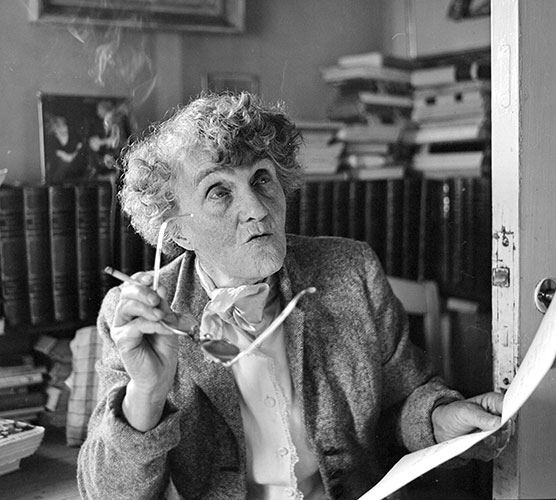
Moa Martinson, 1957

Moa Martinson, geboren Helga Maria Swarts (Vårdnäs, Linköping, 2 november 1890 – Sorunda, Södermanland, 5 augustus 1964) was een Zweeds schrijfster, vooral gerekend tot de 'proletarische school'. Ze was getrouwd met Nobelprijswinnaar Harry Martinson.

## Leven en werk
Helga Swarts groeide op in een arm milieu van textielarbeiders. Ze had diverse eenvoudige betrekkingen, waaronder serveerster. In 1910 kreeg ze een zoon van de kleine boer, Karl Johansson, maar vanwege diens drankprobleem weigerde ze met hem te trouwen. Uiteindelijk kregen de twee samen vijf zonen en traden ze in 1922 alsnog in het huwelijk. In januari 1928 pleegde Johansson echter zelfmoord, nadat Swarts kenbaar had gemaakt dat ze overwoog van hem te scheiden. In 1929 trad ze vervolgens in het huwelijk met de schrijver-dichter Harry Martinson, maar in 1940 zou ze ook van hem scheiden, mede omdat Harry haar lange tijd met een andere geliefde had bedrogen.
Onder de naam Moa Martinson debuteerde ze in 1933 met haar autobiografische roman Kvinnor och äppelträd (1933, Vrouwen en kinderen). Ook veel van haar latere werk zou autobiografisch zijn, vaak was het thema de arme plattelandsbevolking of de industriearbeiders van Norrköping. Ze wordt daarmee vooral gerekend tot de 'proletarische school' binnen de Zweedse literatuur, met Martin Andersen Nexø als haar grote voorbeeld. Veel van haar werk is socialistisch en feministisch georiënteerd, waarbij de vrouwen een heroïsche strijd leveren en mannen vaak slappelingen zijn. Daarnaast vormt de liefde altijd een belangrijk thema. Haar boeken getuigen van een warme menselijkheid. Haar werk is qua stijl verwant aan het impressionisme. Compositorisch zijn haar werken echter enigszins chaotisch te noemen.

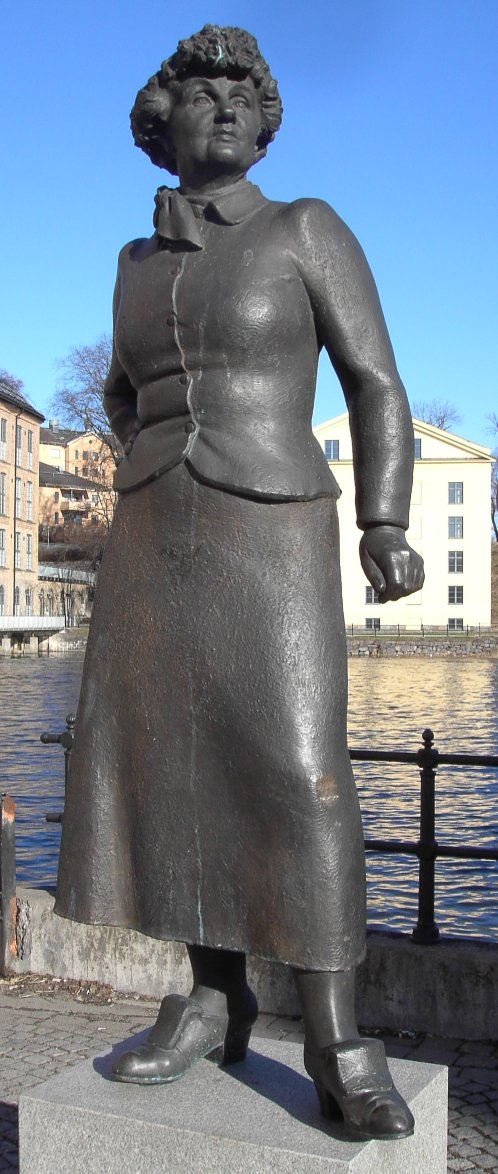
Standbeeld in Norrköping